# Passiflora vespertilio
Passiflora vespertilio L. – gatunek rośliny z rodziny męczennicowatych (Passifloraceae Juss. ex Kunth in Humb.). Występuje naturalnie w Ameryce Południowej.

## Rozmieszczenie geograficzne
Rośnie naturalnie w Surinamie, Gujanie, Wenezueli, Ekwadorze, Peru, Boliwii oraz brazylijskich stanach Acre, Amazonas, Amapá, Pará, Rondônia i Mato Grosso.

## Morfologia
PokrójZdrewniałe, trwałe, owłosione liany.
LiściePodwójnie lub potrójnie klapowane, zaokrąglone. Mają 1–10 cm długości oraz 3–15 cm szerokości. Całobrzegie, z ostrym lub tępym wierzchołkiem. Ogonek liściowy jest owłosiony i ma długość 5–30 mm. Przylistki są owalne o długości 2–5 mm.
KwiatyPojedyncze lub zebrane w pary. Działki kielicha są podłużne, mają 1,2-20 cm długości. Płatki są podłużne, mają 0,8-1,2 cm długości.
OwoceMają prawie kulisty kształt. Mają 1–3,5 cm średnicy.

## Biologia i ekologia
Występuje w lasach do 1000 m n.p.m.